# Amamoor National Park
Amamoor National Park är en park i Australien. Den ligger i delstaten Queensland, omkring 130 kilometer norr om delstatshuvudstaden Brisbane. Amamoor National Park ligger 265 meter över havet.
Närmaste större samhälle är Gympie, omkring 15 kilometer norr om Amamoor National Park. 
I omgivningarna runt Amamoor National Park växer i huvudsak städsegrön lövskog. Runt Amamoor National Park är det mycket glesbefolkat, med 6 invånare per kvadratkilometer. Genomsnittlig årsnederbörd är 1 531 millimeter. Den regnigaste månaden är mars, med i genomsnitt 289 mm nederbörd, och den torraste är september, med 33 mm nederbörd.